# Hieracium hypochoeroides
|  | Dieser Artikel wurde aufgrund von formalen oder inhaltlichen Mängeln in der Qualitätssicherung Biologie zur Verbesserung eingetragen. Dies geschieht, um die Qualität der Biologie-Artikel auf ein akzeptables Niveau zu bringen. Bitte hilf mit, diesen Artikel zu verbessern! Artikel, die nicht signifikant verbessert werden, können gegebenenfalls gelöscht werden. Lies dazu auch die näheren Informationen in den Mindestanforderungen an Biologie-Artikel. |

Hieracium hypochoeroides ist eine Pflanzenart aus der Gattung Habichtskräuter (Hieracium). Sie ist in Europa weitverbreitet.

## Beschreibung
Die 15-25 cm hohen Rosettenpflanzen haben gestielte Blätter mit eiförmig-elliptischen, mäßig behaarten Blattspreiten. Eine der häufigsten Formen  dieser Art trägt oft zwei Blütenstände, jedoch bilden gelegentlich Individuen nur ein Köpfchen aus. Dies trifft jedoch keinesfalls auf sämtliche Unterarten zu.
 Diese Art zeigt ein intermediäres Erscheinungsbild, welches zwischen Hieracium bifidum und Hieracium schmidtii fällt. 

Der Chromosomensatz beträgt 2n= 3× = 27 oder 2n = 4× = 36.

## Vorkommen
Nährstoff- und konkurrenzarme Standorte, wie sie etwa in Steinbrüchen, Kies- und Tongruben herrschen, sind der Etablierung von Hieracium förderlich. Hieracium hypochoeroides ist auch an Straßenböschungen, Waldrändern und Kalkschotterhängen sowie in lichten Kiefernforsten anzutreffen. Diese Art ist eine Halblichtpflanze und ein Mäßigwärme- bis Wärmezeiger. Zudem ist sie eine Zeigerpflanze für Trockenheit. Sie kann nicht auf salzigen Böden gedeihen.

## Gefährdung und Schutz
Die Kleinarten des Aggregates haben häufig nur sehr kleine Populationen mit geringen Ausbreitungen und sind oft Endemiten eines sehr begrenzten Raumes. Aufgrund dessen können die Kleinarten mitunter sehr selten sein. Die Unterart Hieracium hypochoeroides subsp. montis-scuderii besteht aus lediglich 30-35 ausgewachsenen Individuen. Trotz der äußerst geringen Individuenzahl wird die IUCN-Gefährdungskategorie Least Concern (LC) empfohlen. Für die Unterart Hieracium hypochoeroides subsp. lucanicum wurde die IUCN-Gefährdungskategorie Critically Endangered (CR) empfohlen. Ein Rückgang der Unterart Hieracium hypochoeroides subsp. guestphalicum aufgrund von zu starker Beschattung durch Bäume wurde beschrieben.
Die Gesamtart ist in Europa jedoch weit verbreitet.

## Galerie

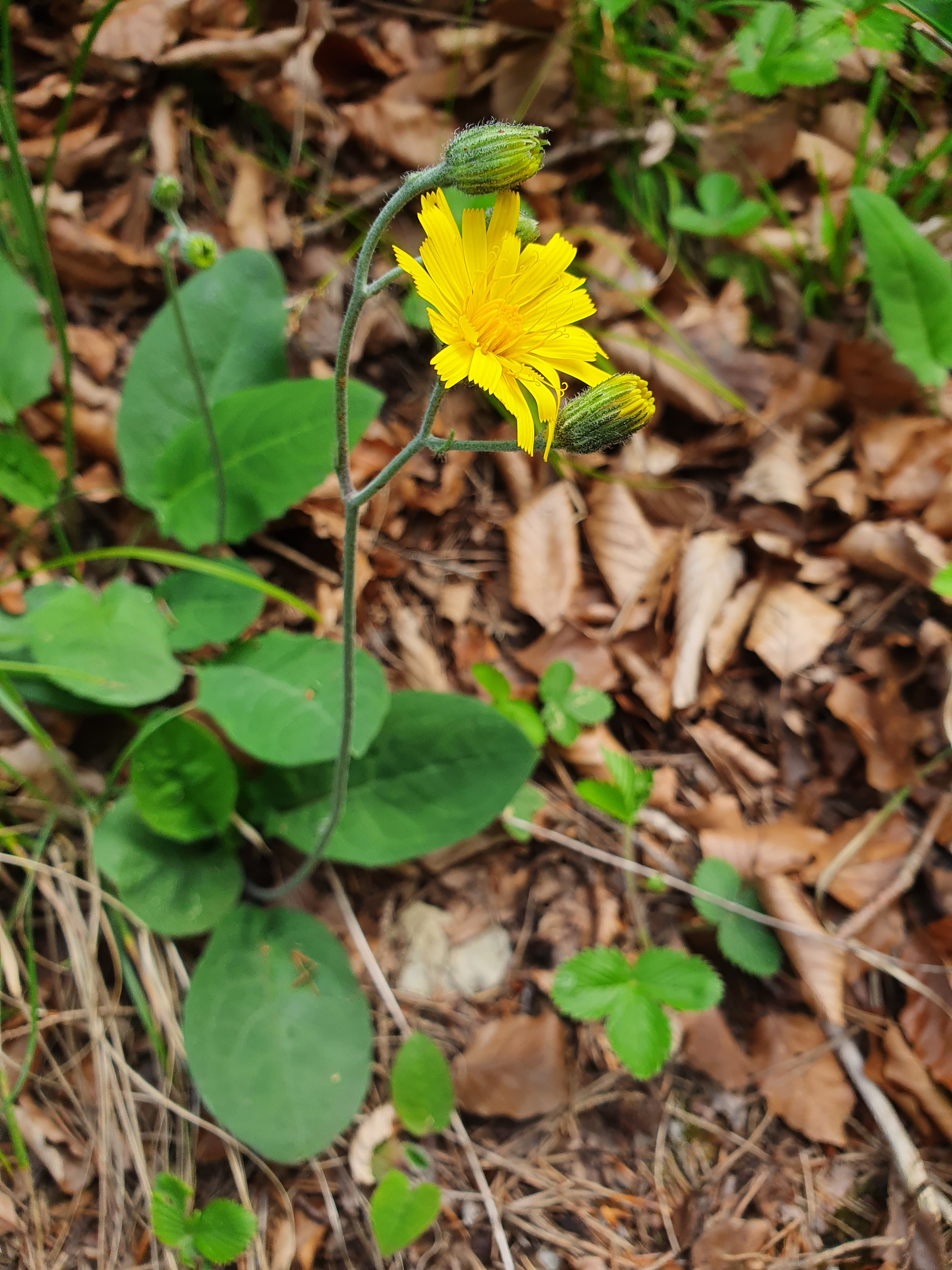
Hieracium hypochoeroides subsp. jenzigense (Bornm. & Zahn) Greuter
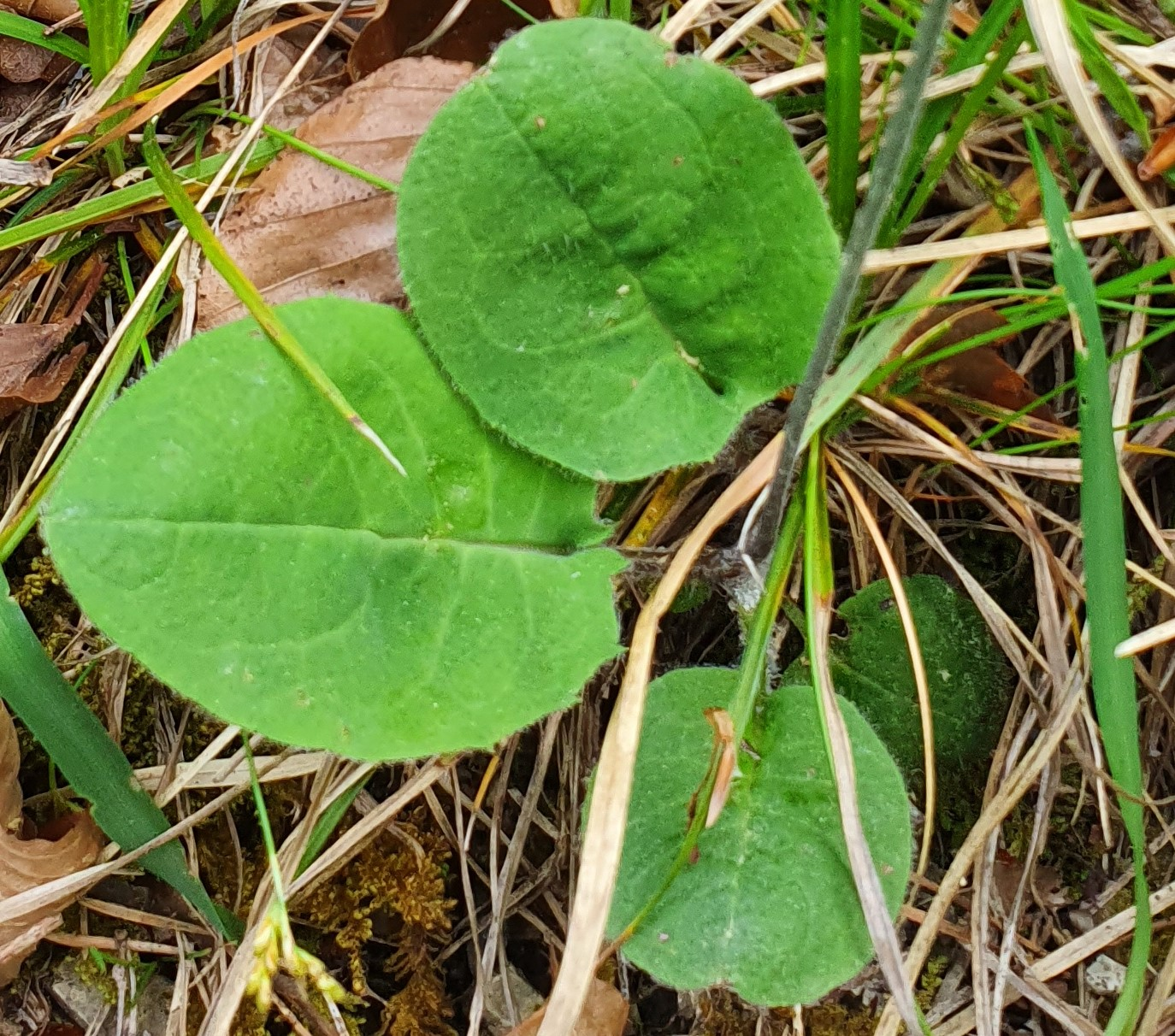
Detail eines basalen Blattes von Hieracium hypochoeroides subsp. jenzigense (Bornm. & Zahn) Greuter
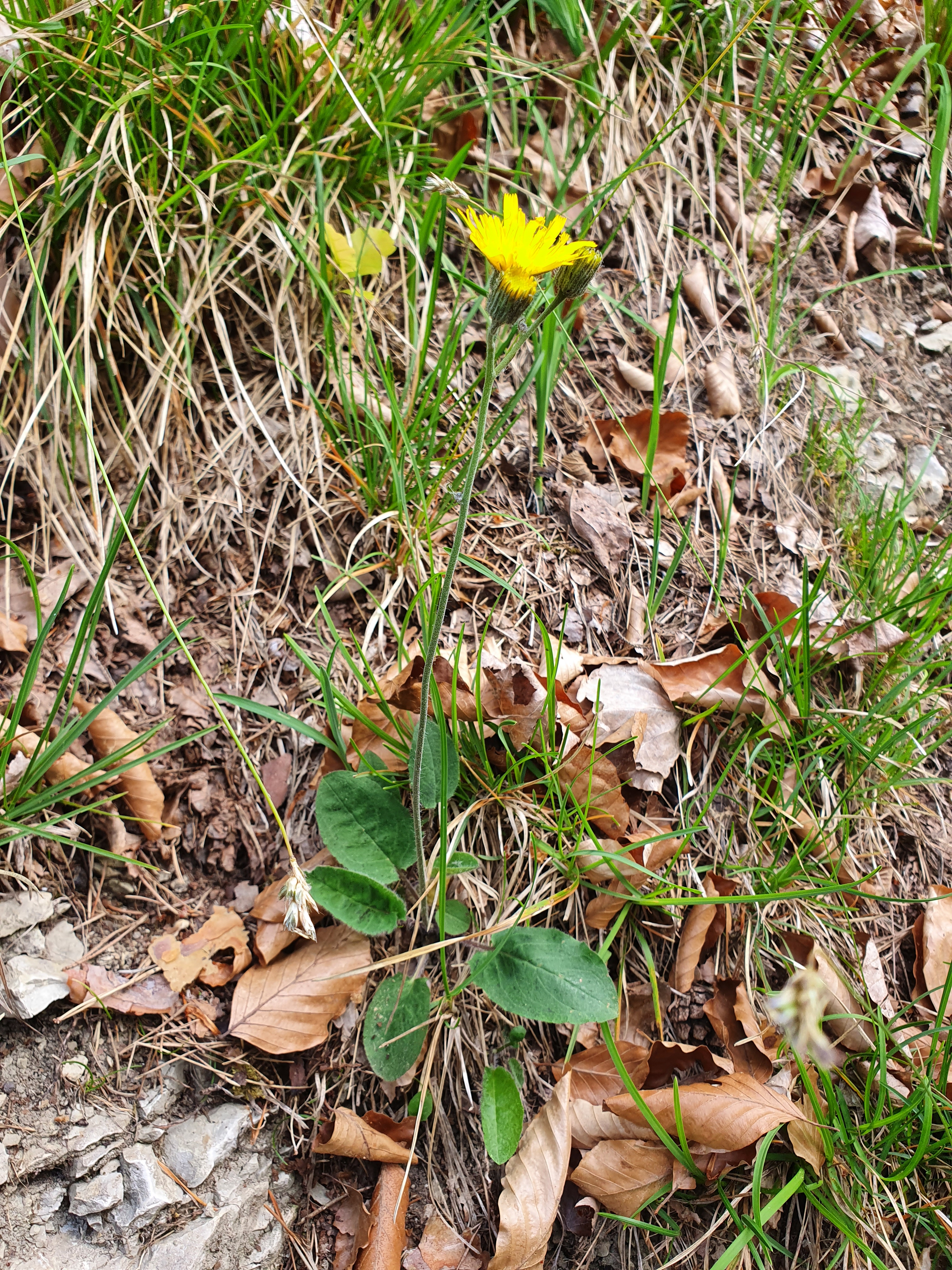
Hieracium hypochoeroides subsp. parvimaculatum (Joch.Müll.) Greuter
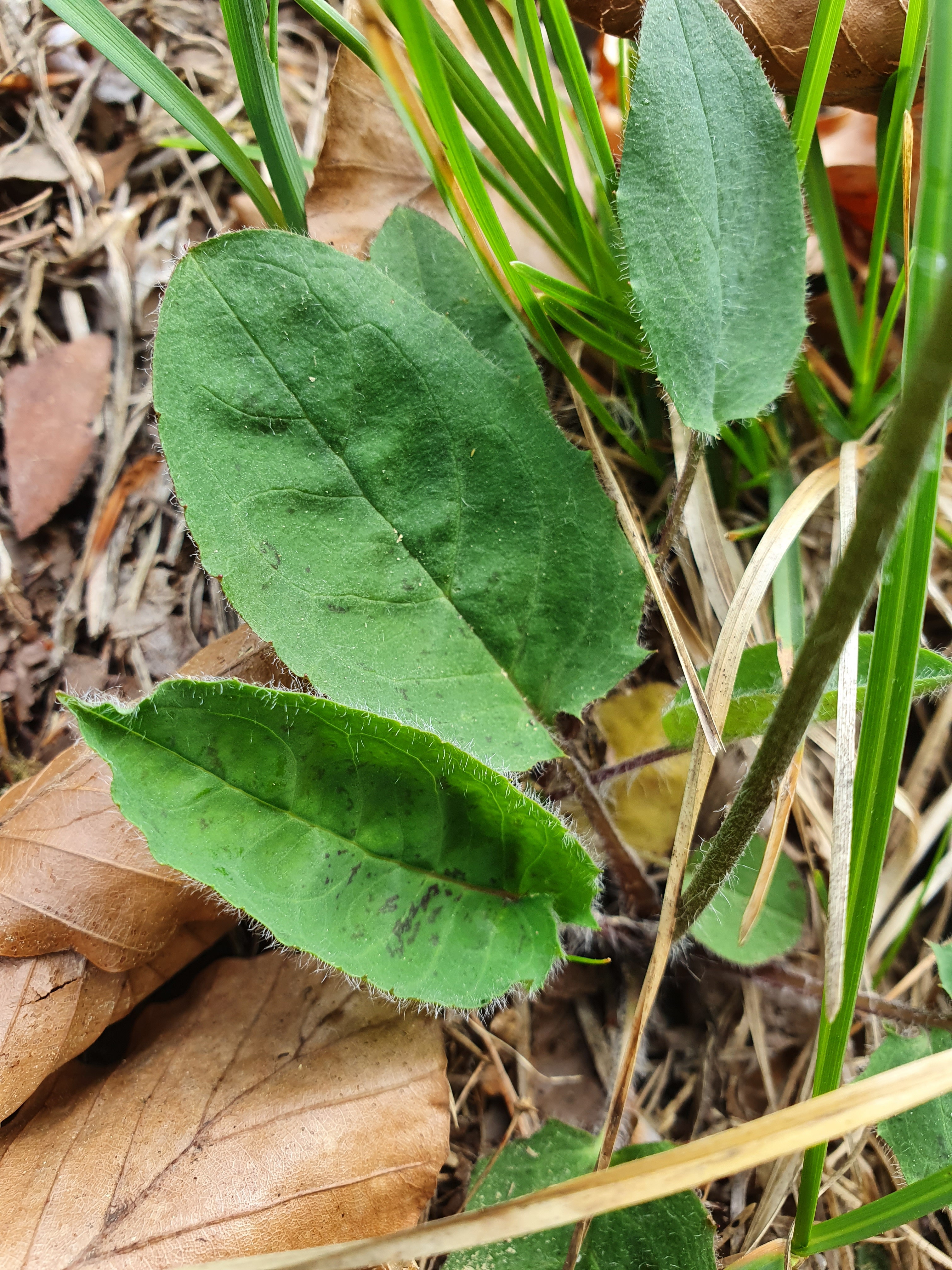
Detail eines basalen Blattes von Hieracium hypochoeroides subsp. parvimaculatum (Joch.Müll.) Greuter mit typischen Blattflecken
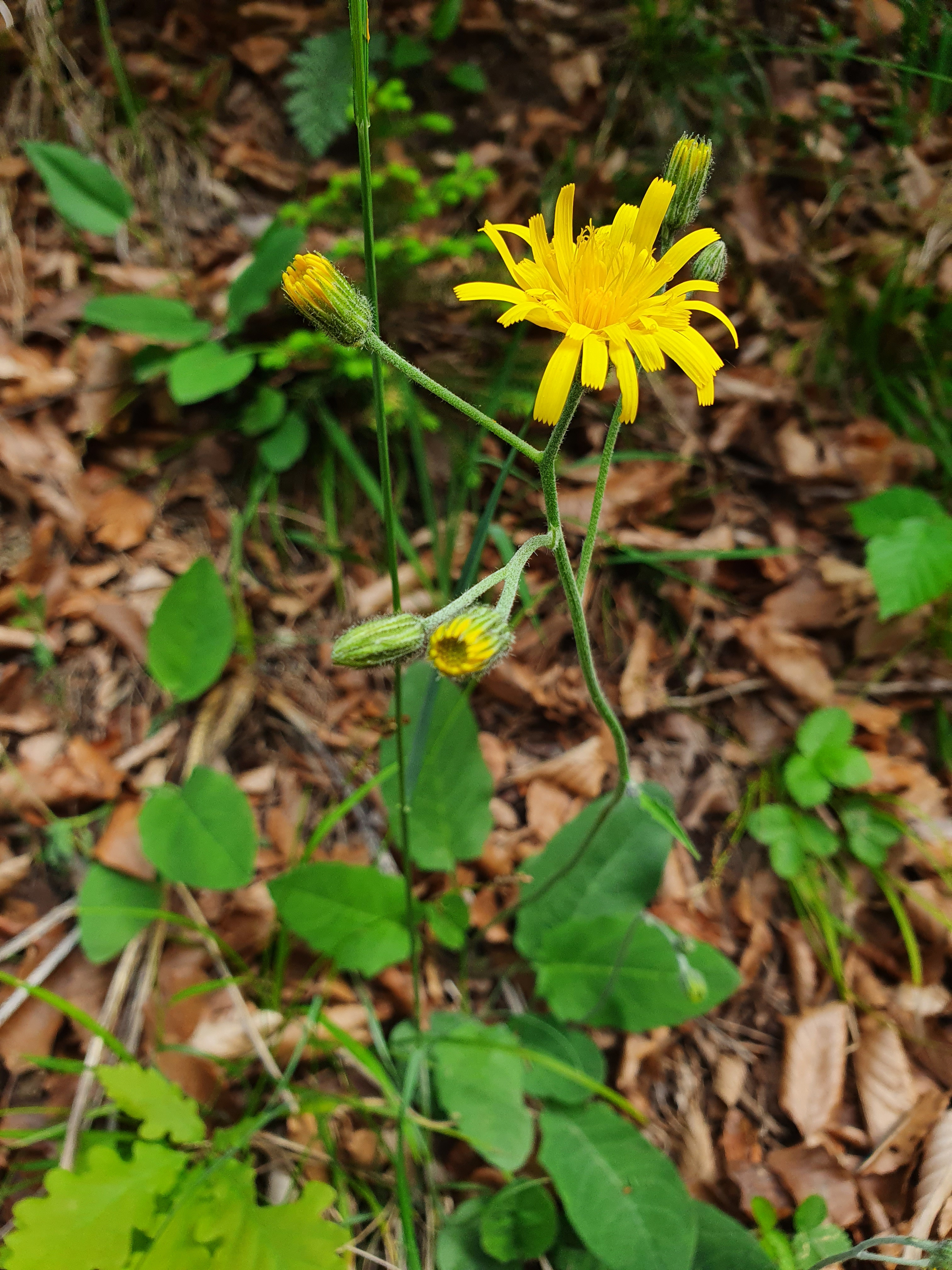
Hieracium hypochoeroides subsp. wiesbaurianiforme Greuter
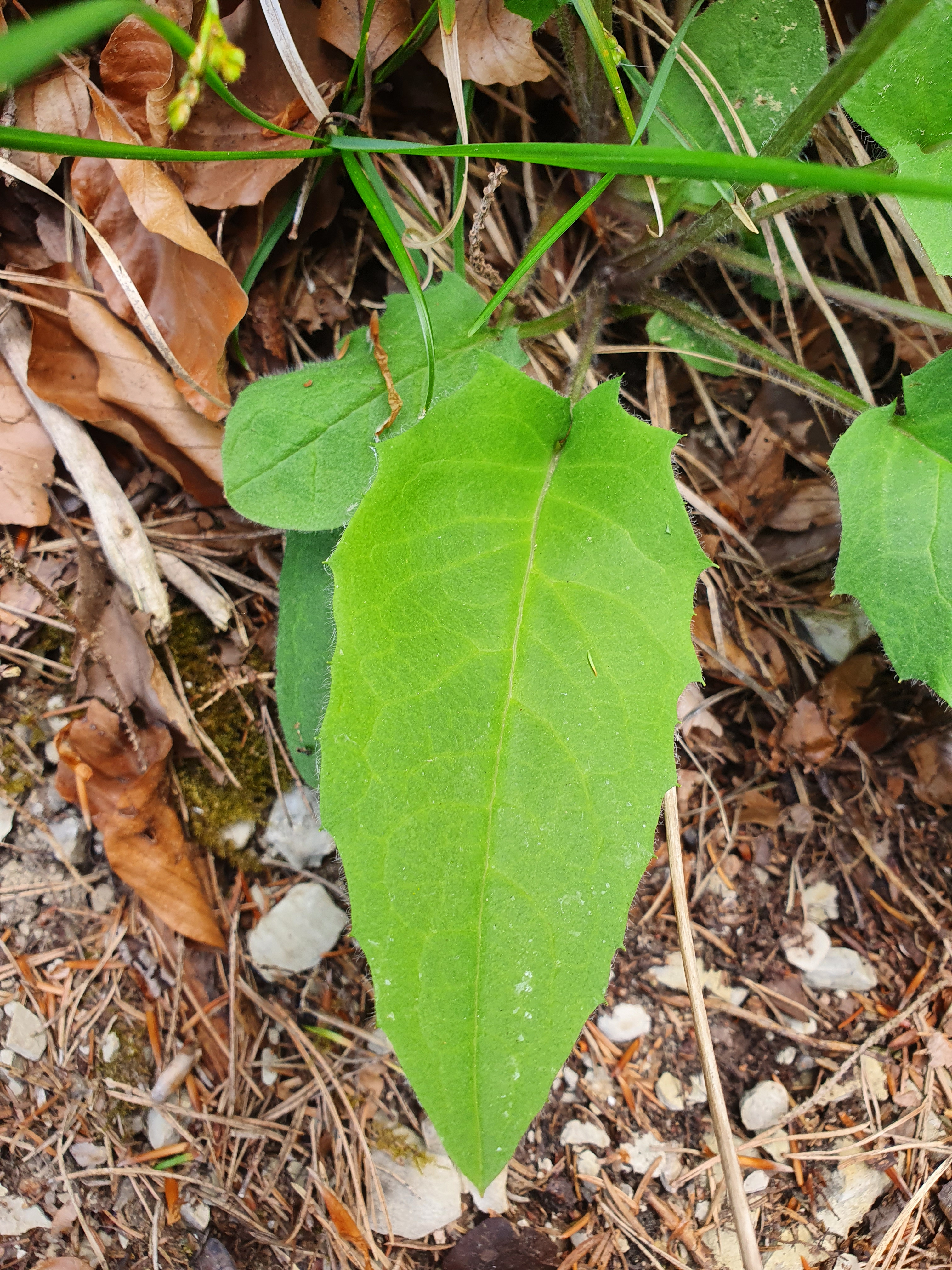
Detail eines basalen Blattes von Hieracium hypochoeroides subsp. wiesbaurianiforme Greuter

## Systematik

### Apomixis
Diese Art stellt ein Aggregat einer Vielzahl verschiedener Kleinarten oder Microtaxa dar. Aufgrund von Apomixis kommt es zu keinem Austausch von genetischem Material von Individuen, weshalb diese voneinander reproduktiv isoliert sind. Die Individuen pflanzen sich demnach ungeschlechtlich durch Samen fort. Hierbei handelt es sich um ein relativ junges Artaggregat, welches sich nach der letzten Eiszeit in Europa entwickelt hat. Die reproduktive Isolation aufgrund von Apomixis hat zu der enormen Anzahl von Subtaxa geführt.